# 2-氰基-7-氮杂螺［3.5］壬烷-7-甲酸叔丁酯
2-氰基-7-氮杂螺[3.5]壬烷-7-甲酸叔丁酯是一种有机化合物，化学式为C14H22N2O2。它可由2-碘-7-氮杂螺[3.5]壬烷-7-甲酸叔丁酯和三甲基氰硅烷在碘化亚铜催化下、六氟磷酸二苯基碘、碳酸钾存在下于光照下反应制得；或由7-叔丁氧羰基-7-氮杂螺[3.5]壬烷-2-酮和对甲苯磺酰甲基异腈在叔丁醇钠存在下反应得到。